# میراث امپراتوری روم

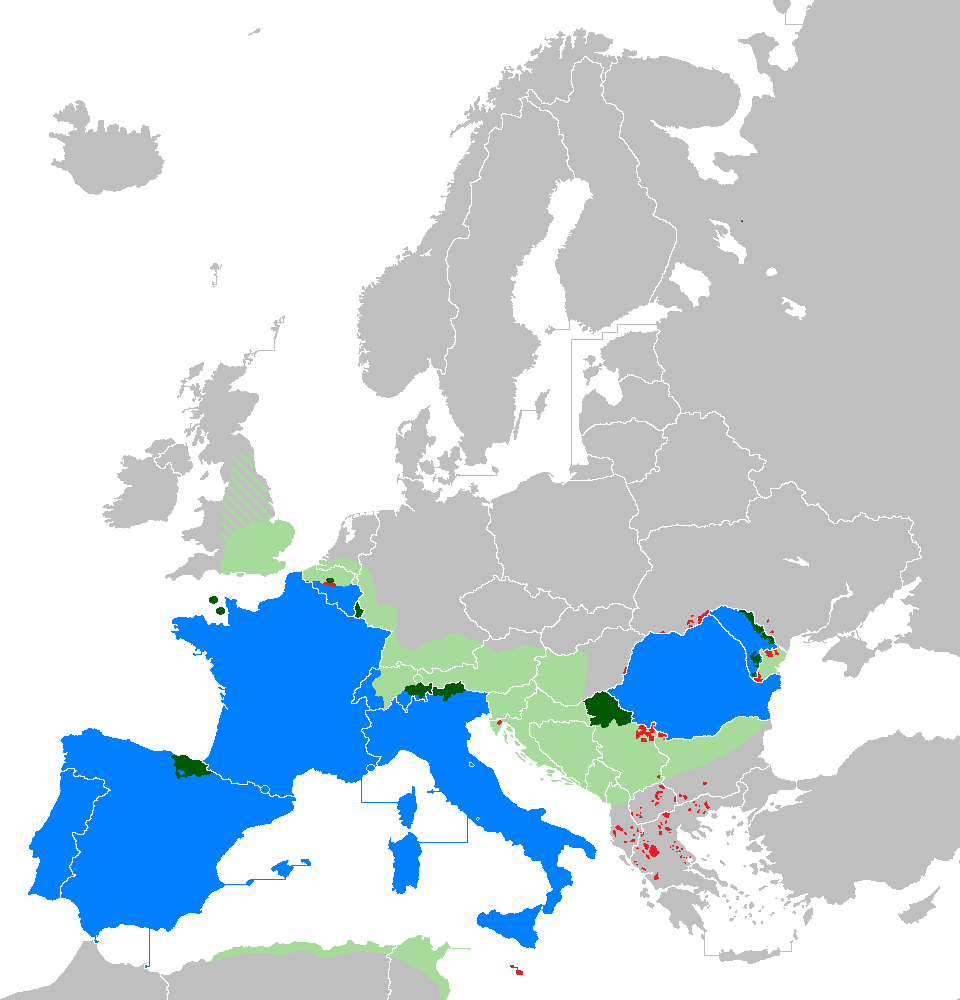
کشورهای رسماً با زبانی رومی
کشورهایی که به عنوان زبان دوم یا سوم زبانی رومی به رسمیت شناخته شده‌است
کشورهایی که زبانی رومی خاصی در آن رسمیت ندارد

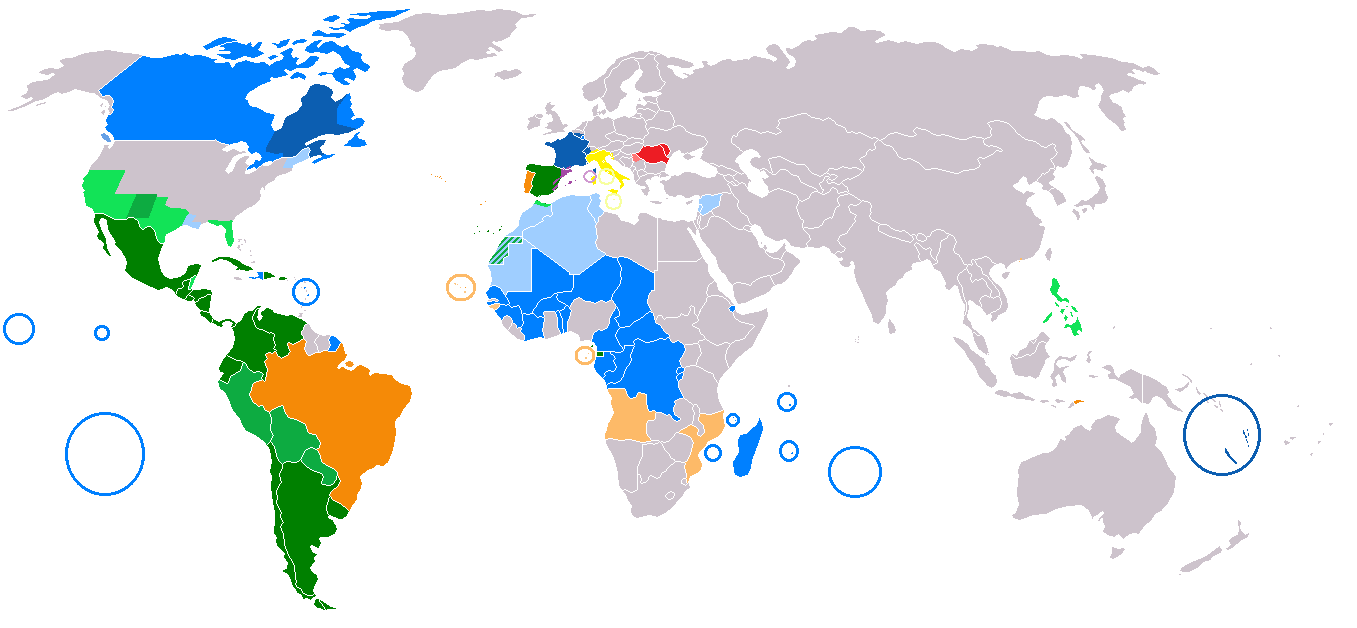
توزیع جهانی زبان‌های رومی: آبی – فرانسوی؛ سبز – اسپانیایی؛ نارنجی – پرتغالی ; بنفش – کاتالان ; زرد – ایتالیایی؛ قرمز – رومانیایی

میراث امپراتوری روم متنوع و قابل توجه بوده‌است و قابل مقایسه با سایر موجودیت‌های سیاسی هژمونیک تاریخ جهان مانند شاهنشاهی هخامنشی، مصر باستان یا امپراتوری چین است.
امپراتوری روم که خود بر میراث فرهنگ‌های دیگر بنا شده‌است، تأثیر طولانی‌مدتی با گستره جغرافیایی وسیع بر طیف وسیعی از جنبه‌های فرهنگی، از جمله نهادهای دولتی، قانون، ارزش‌های فرهنگی، باورهای مذهبی، پیشرفت‌های فناوری، مهندسی و زبان داشته‌است.
این میراث پس از نابودی خود امپراتوری (قرن ۵ پس از میلاد در غرب و قرن ۱۵ پس از میلاد در شرق) جان سالم به در برد و به شکل‌گیری تمدن‌های دیگر ادامه داد، روندی که تا امروز ادامه دارد. شهر رم با اصطلاحی (حقوقی) در زبان لاتین که civitas نام داشت شناخته می‌شد. (که آن را می‌توان در ریشه‌شناسی کلمه civilisation یا به فارسی: «تمدن» نیز یافت) و با اصل تمدن غربی که فرهنگ‌های بعدی بر اساس آن ساخته شدند، مرتبط بود.
یکی از میراث اصلی امپراتوری روم، زبان لاتین روم باستان است که مظهر لاتین کلاسیک مورد استفاده در ادبیات لاتین است. این زبان در قرون وسطی تکامل یافت و همچنان در کلیسای کاتولیک روم به عنوان لاتین کلیسایی مورد استفاده قرار می‌گیرد. لاتین عامیانه، زبان رایجی که برای تعاملات اجتماعی عادی استفاده می‌شد، به‌طور همزمان به زبان‌های مختلف رومی که امروزه وجود دارند (به ویژه ایتالیایی، فرانسوی، اسپانیایی، پرتغالی، رومانیایی، کاتالانی، ساردینی و غیره) تکامل یافته‌است). اگرچه امپراتوری روم غربی در قرن پنجم پس از میلاد سقوط کرد، امپراتوری روم شرقی تا زمان فتح آن توسط امپراتوری عثمانی در قرن پانزدهم پس از میلاد ادامه یافت و زبان یونانی را در بسیاری از مناطق مدیترانه شرقی حتی پس از فتوحات اولیه مسلمانان در قرن ۷ میلادی تثبیت شد. با اینکه احیای کوچک و معاصری برای دین هلنیستی باستان در تاریخ معاصر وجود داشته‌است، دین روم باستان تا حد زیادی توسط مسیحیت کاتولیک رومی پس از قرن چهارم میلادی و تغییر رسمی به مسیحیت توسط کنستانتین بزرگ (۳۰۶–۳۳۷ پس از میلاد) جابجا شد. ایمان مسیحی امپراتوری روم متاخر در طول قرون وسطی به تکامل خود ادامه داد و جنبه اصلی دین و روان ناخودآگاه فرد غربی و دنیای مدرن غربی امروزین را تشکیل داده‌است.
معماری روم باستان عمدتاً مدیون معماری یونان باستان در دوره هلنیستی است و بر معماری جهان غرب، به ویژه در دوران رنسانس ایتالیا در قرن پانزدهم، تأثیر گذاشته‌است. قانون و حقوق رومی و سیاست جمهوری (از عصر جمهوری روم) میراث ماندگاری از خود بر جای گذاشته‌است که بر جمهوری‌های دولت شهرهای ایتالیا در دوره قرون وسطی و همچنین اوایل تاریخ ایالات متحده و سایر جمهوری‌های دموکراتیک مدرن تأثیر گذاشته‌است. گاه‌شمار ژولیانی روم باستان اساس تقویم استاندارد مدرن میلادی را تشکیل داد، در حالی که اختراعات و مهندسی رومی، مانند ساختن گنبدهای بتنی، پس از سقوط روم همچنان بر مردمان مختلف تأثیر گذاشته‌است. الگوهای رومی استعمارگرایی و جنگ نیز همچنین در تاریخ جهان غرب و تاریخ بشر تأثیرگذار بوده‌اند.

## زبان
لاتین به زبان میانجی امپراتوری روم اولیه و بعداً امپراتوری روم غربی تبدیل شد، در حالی که - به ویژه در امپراتوری روم شرقی - زبان‌های بومی مانند یونانی و تا حدی زبان مصری و آرامی همچنان به کار می‌رفتند. علیرغم افول امپراتوری روم غربی، زبان لاتین در محیط اجتماعی و اقتصادی بسیار متفاوت قرون وسطی به شکوفایی خود ادامه داد، به ویژه به این دلیل که زبان رسمی کلیسای کاتولیک روم شد. زبان یونانی کوینه، که به عنوان یک زبان در امپراتوری شرقی خدمت می‌کرد، امروزه به عنوان یک زبان مقدس در برخی از کلیساهای ارتدکس شرقی استفاده می‌شود.
در اروپای غربی و مرکزی و در بخش‌هایی از شمال آفریقا، لاتین جایگاه والای خود را به‌عنوان وسیله اصلی ارتباط برای طبقات دانش‌آموز در سراسر قرون وسطی و پس از آن حفظ کرد. به ویژه این تأثیر را دوره‌های رنسانس و باروک را شاهد هستیم. کتاب‌هایی که تأثیر انقلابی بر علم داشتند، مانند Nicolaus Copernicus De Revolutionibus orbium coelestium (1543)، به زبان لاتین نوشته شده‌اند. این زبان تا قرن هجدهم برای اهداف علمی جایگزین نشد و برای توصیفات رسمی در جانورشناسی و همچنین گیاه‌شناسی تا اواخر قرن بیستم باقی ماند. binomial nomenclature بین‌المللی مدرن تا به امروز برقرار است: طبقه‌شناسان یک نام لاتین یا لاتینی شده به عنوان نام علمی هر گونه زیستی تعیین می‌کنند.
در قرن بیست و یکم میلادی، زبان‌های رومی که شامل همه زبان‌هایی می‌شوند که از لاتین آمده‌اند، توسط بیش از ۹۲۰ میلیون نفر به عنوان زبان مادری و توسط ۳۰۰ میلیون نفر به عنوان زبان دوم، عمدتاً در قاره آمریکا، اروپا و آفریقا صحبت می‌شوند. زبان‌های رومی یا رسماً، یا مشترکاً یا به‌طور قابل توجهی در ۷۲ کشور در سراسر جهان استفاده می‌شوند. از شش زبان رسمی سازمان ملل متحد، دو زبان رسمی (فرانسوی و اسپانیایی) از لاتین ریشه برده‌اند.
علاوه بر این، لاتین تأثیر زیادی بر واژگان زبان‌های ژرمنی غربی داشته‌است. کلمات رومی به ترتیب ۵۹، ۲۰و ۱۴ درصد از واژگان انگلیسی، آلمانی و هلندی را تشکیل می‌دهند. این ارقام زمانی که فقط کلمات غیر مرکب و غیر مشتق شده گنجانده شوند می‌توانند به طرز چشمگیری افزایش پیدا کنند. بر این اساس، کلمات ررومی تقریباً ۳۵٪ از واژگان زبان هلندی را تشکیل می‌دهند. از همه وام واژه‌های هلندی، ۳۲٫۲٪ مستقیماً از نوعی لاتین (به استثنای وام‌های زبان‌های رومی) آمده‌است. بیش از ۶۰ درصد واژگان آلبانیایی از ریشه لاتین تشکیل شده‌است که باعث می‌شود آلبانیایی یک بار به اشتباه به عنوان یک زبان رومی شناخته شود.

### خط

توزیع جهانی خط لاتین.

هر سه خط رسمی اتحادیه اروپای مدرن - لاتین، یونانی و سیریلیک - از سیستم‌های نوشتاری مورد استفاده در امپراتوری روم نشات می‌گیرند. امروزه خط لاتین و الفبای لاتین که توسط امپراتوری روم در بیشتر اروپا گسترش یافته از نوع باستانی از الفبای یونانی ساخته شده و اصلاح توسط Etruscan که خود نیز الگو گرفته از الفبای فنیقی است، مشتق شده. رایج‌ترین و متداول‌ترین خط مورد استفاده در جهان الفبای لاتین است. این خط که توسط مستعمرات مختلف، مسیرهای تجاری و قدرت‌های سیاسی مختلف پخش شده‌است، همچنان به رشد و نفوذ خود ادامه داده‌است. الفبای یونانی که در طول دوره هلنیستی در سراسر منطقه مدیترانه شرقی گسترش یافته بود، خط اصلی امپراتوری روم شرقی (از طریق امپراتوری بیزانس) تا پایان آن در قرن پانزدهم باقی ماند. خط سیریلیک عمدتاً از یونانی مشتق شده‌است.

### ادبیات لاتین

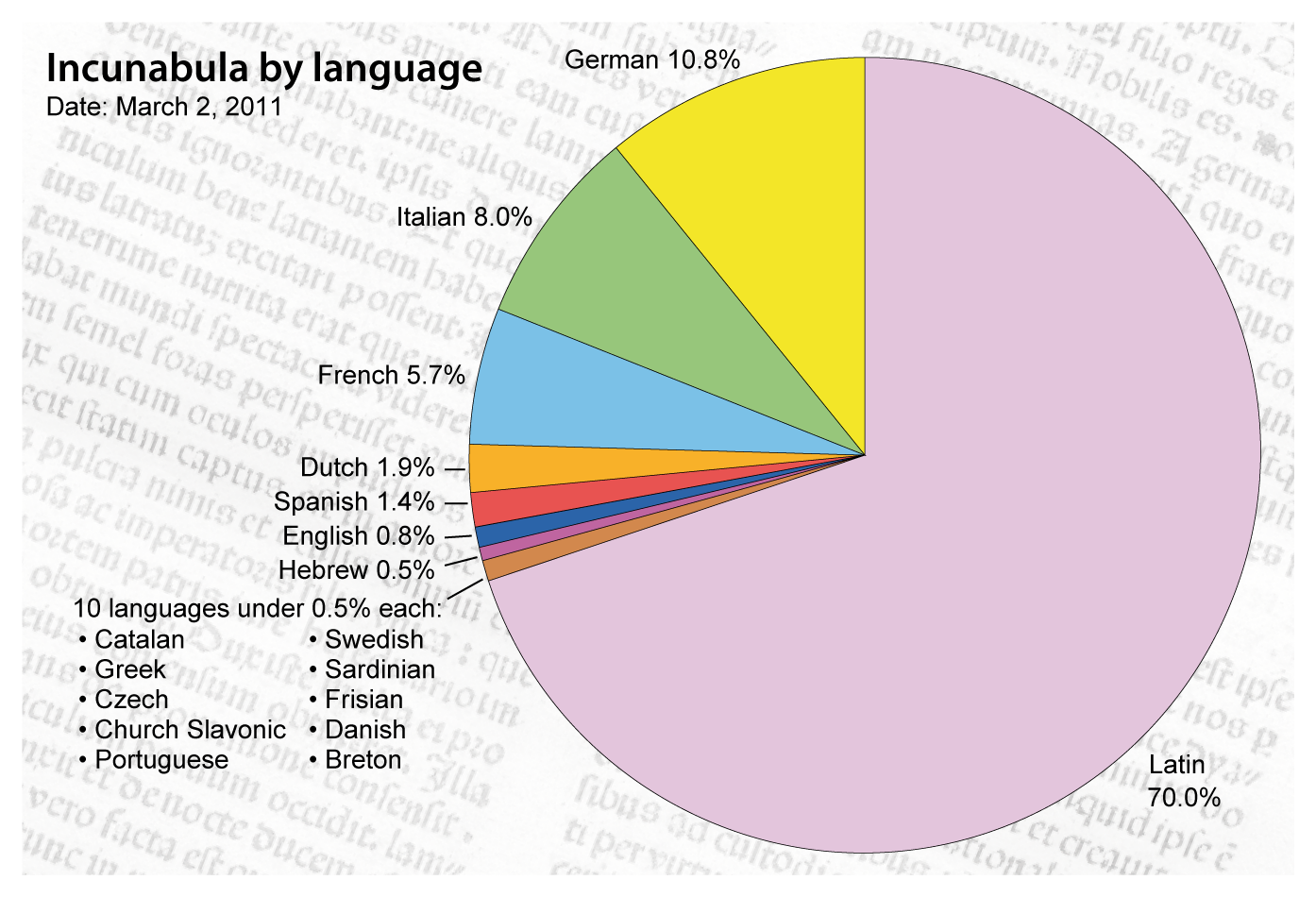
کتابهای چاپ شده قرن پانزدهم بر اساس زبان. اعتبار بالای زبان لاتین به این معنی بود که در هزاره پس از انقراض امپراتوری روم غربی، همچنان این زبان بر گفتمان منتشر شده اروپایی تسلط داشت.

رنسانس کارولینژی قرن هشتم بسیاری از آثار به زبان لاتین را از فراموشی نجات داد: نسخه‌های خطی رونویسی شده در آن زمان تنها منابع ما برای برخی از آثار هستند که بعداً یک بار دیگر در هاله‌ای از ابهام فرورفتند، اما در دوران رنسانس بازیابی شدند: تاسیتوس، لوکرتیوس، پروپرتیوس و کاتولوس. نمونه‌هایی از این آثار بازیابی شده هستند. سایر نویسندگان لاتین هرگز از گردش خارج نشدند: ویرژیل که در قرن چهارم به عنوان پیامبر مسیحیت مجدداً تعبیر شده بود، در قرن دوازدهم شهرت یک جادوگر را به دست آورد.
سیسرو، در تعداد محدودی از آثار خود، الگویی از سبک خوب باقی ماند که برای نقل قول از او استفاده می‌شد. مسیحیان قرون وسطی اووید را به صورت تمثیلی می‌خواندند، یا سنکا را دوباره به عنوان خبرنگار پولس رسول تصور می‌کردند. لوکان، پرسیوس، هوراس، ترنتیوس، و استاتیوس در آثار برجسته غربی ادامه یافتند و تاریخ‌دانان والریوس ماکسیموس و لیویوس همچنان برای درس‌های اخلاقی (که انتظار می‌رفت تاریخ بدهد) خوانده می‌شدند.
از طریق امپراتوری روم، ادبیات یونان نیز مدت‌ها پس از سقوط امپراتوری، به ویژه پس از بازیابی متون یونانی از شرق در طول قرون وسطی و احیای سواد یونانی در دوره رنسانس، همچنان به تأثیر خود در اروپا ادامه داد. به عنوان مثال، بسیاری از غربی‌های تحصیل کرده از رنسانس تا قرن بیستم، کتاب «Lives of the Noble Greeks and Romans» پلوتارک را که در اصل به زبان یونانی نوشته شده بود، می‌خواندند. نمایشنامه شکسپیر ژولیوس سزار بیشتر مطالب خود را از زندگینامه پلوتارک از سزار، کاتوی کوچک و بروتوس گرفته‌است، که بهره‌برداری‌های آن‌ها مکرراً توسط ادیبان زمان شکسپیر مورد بحث و جدال قرار گرفته.

## آموزش
مارتیانوس کاپلا سیستم هفت هنر لیبرال را توسعه داد که آموزش قرون وسطی را ساختار می‌داد. اگرچه هنرهای لیبرال قبلاً در یونان باستان شناخته شده بودند، تنها پس از مارتیانوس بود که هفت هنر لیبرال شکل متعارفی به خود گرفتند. اثر واحد دایره‌المعارفی او، De nuptiis Philologiae et Mercurii «دربارهٔ ازدواج فیلولوژی و عطارد»، فرمول استاندارد یادگیری آکادمیک را از امپراتوری روم مسیحی شده قرن پنجم تا رنسانس قرن دوازدهم ارائه کرد.
هفت هنر لیبرال به‌وسیلهٔ ترویوم شکل گرفتند که شامل مهارت‌های دستور زبان، منطق و بلاغت بود، در حالی که حساب، هندسه، موسیقی و نجوم به عنوان کوادریویوم (quadrivium) نقش داشتند.

## تقویم و اندازه‌گیری
| روز       | یکشنبه سول (خورشید) | دوشنبه لونا (ماه) | سه‌شنبه مارس (مریخ) | چهارشنبه مرکوریوس (عطارد) | پنج‌شنبه یوپیتر (مشتری) | جمعه ونوس (زهره) | شنبه ساترنوس (زحل) |
| --------- | ------------------- | ----------------- | ------------------ | ------------------------- | ---------------------- | ---------------- | ------------------ |
| لاتین     | dies Sōlis          | dies Lūnae        | dies Martis        | dies Mercuriī             | dies Iovis             | dies Veneris     | dies Saturnī       |
| ایتالیایی | domenica            | lunedì            | martedì            | mercoledì                 | giovedì                | venerdì          | sabato             |
| فرانسوی   | dimanche            | lundi             | mardi              | mercredi                  | jeudi                  | vendredi         | samedi             |
| اسپانیایی | domingo             | lunes             | martes             | miércoles                 | jueves                 | viernes          | sábado             |
| رومانیایی | duminică            | luni              | marți              | miercuri                  | joi                    | vineri           | sâmbătă            |
| کاتالان   | diumenge            | dilluns           | dimarts            | dimecres                  | dijous                 | divendres        | dissabte           |

### ساعات روز
ساعت ۱۲ ساعته یک قرارداد زمانی است که توسط رومی‌ها رایج شده‌است که در آن ۲۴ ساعت روز به دو دوره تقسیم می‌شوند. رومیان روز را به ۱۲ ساعت مساوی تقسیم می‌کردند، AM (ante-meridiem، به معنی قبل از ظهر) و PM (post-meridiem، به معنای بعد از ظهر). رومی‌ها نیز استفاده از ساعتی را که امروز در سراسر جهان مورد استفاده قرار می‌گیرد، آغاز کردند، روز جدیدی در این ساعت از نیمه‌شب آغاز می‌شود.

### اعداد و واحدها

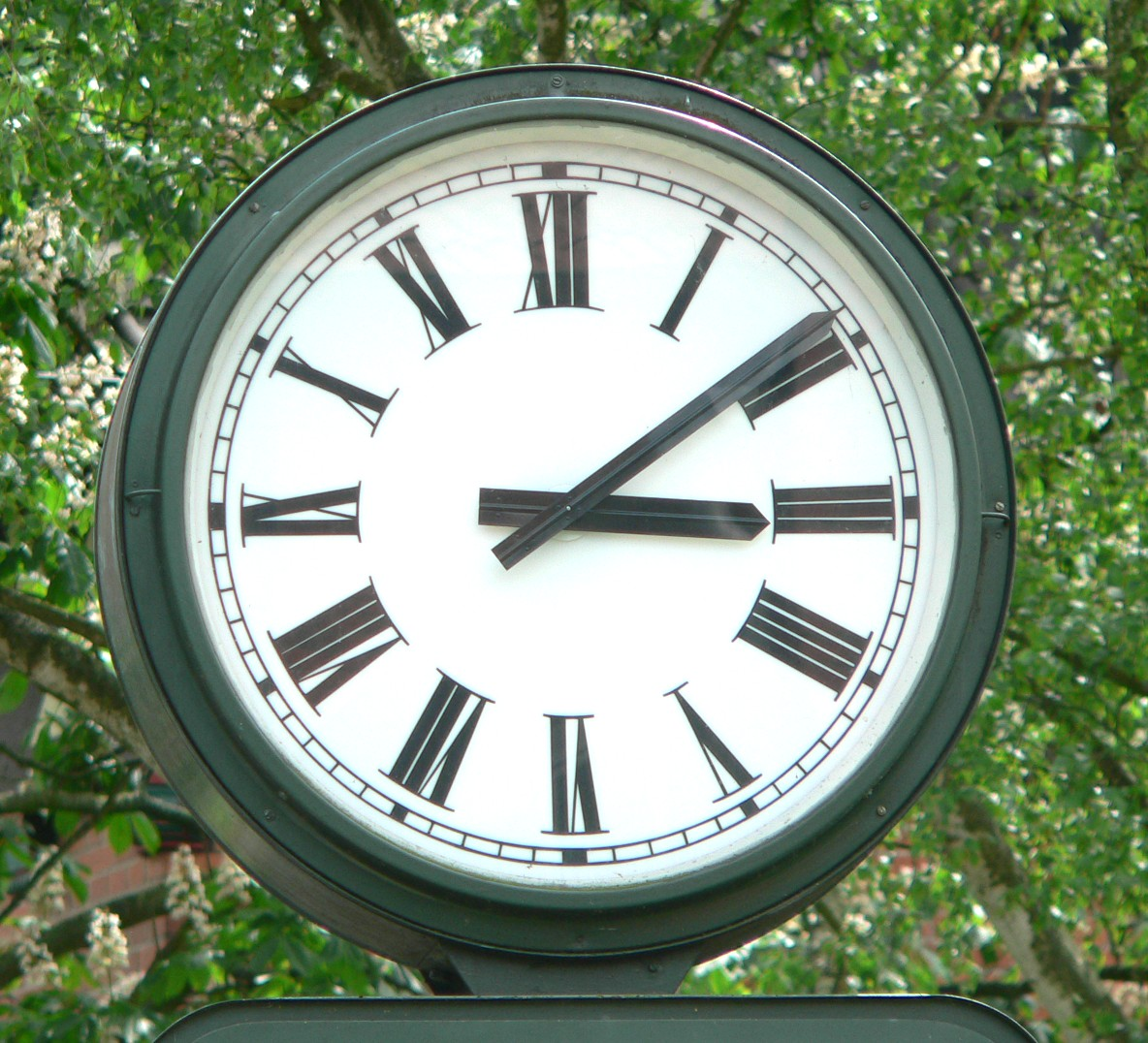
یک صفحه ساعت معمولی با اعداد رومی در Bad Salzdetfurth، آلمان مفهوم روز دوازده ساعته مربوط به امپراتوری روم است.

استفاده از اعداد رومی به عنوان روش اصلی نوشتن اعداد در اروپا تا قرن چهاردهم ادامه یافت، زمانی که تا حد زیادی در استفاده رایج با اعداد هندو-عربی جایگزین شدند. سیستم اعداد رومی همچنان به‌طور گسترده مورد استفاده قرار می‌گیرد، با این حال، در زمینه‌های رسمی و جزئی خاص، مانند روی ساعت، سکه‌ها، در سال ساخت بر روی سنگ ن زیربنا، نوشته‌ها، و در پسوندهای نسلی (مانند لویی چهاردهم یا ویلیام هاوارد تافت چهارم). زبان‌های رومی و همچنین زبان‌های دیگر مانند روسی، لهستانی و باسکی) قرن‌ها را به اعداد رومی می‌نویسند. به عنوان مثال، در اسپانیایی، "قرن ۲۱۲۱نوبهiاین صورت نوشته می‌شود: «siglo XXI.»
رومیان مفهوم مدرن ساعت را به عنوان ۱/۲۴ روز و شب مستحکم کردند. سیستم اندازه‌گیری انگلیسی همچنین ویژگی‌های foot روم باستان (۱۱٫۶۵ اینچ مدرن) را حفظ می‌کند که در انگلستان قبل از سکونت انگلوساکسون‌ها در بریتانیا استفاده می‌شد. خود اینچ از uncia رومی به معنی «قسمت یک دوازدهم» گرفته شده.

## استنادات
1. ↑  See History of Latin.
2. ↑  "Romance languages". Britannica.com. Retrieved 2018-11-24.
3. ↑  Johnson, Sally; Ensslin, Astrid (2007-09-19). Language in the Media: Representations, Identities, Ideologies - Google Libros. ISBN 978-1-4411-5125-4. Retrieved 2016-05-14.
4. ↑  Beretta, Claudio (2003). I nomi dei fiumi, dei monti, dei siti: strutture linguistiche preistoriche - Claudio Beretta - Google Libros. ISBN 9788820330989. Retrieved 2016-05-14.
5. ↑  Fäcke, Christiane (2014-08-25). Manual of Language Acquisition - Google Libros. ISBN 978-3-11-030225-7. Retrieved 2016-05-14.
6. ↑  USA (2015-09-28). "Radiation oncology in Latin speaking countries: A link between Europe and Latin America". Rep Pract Oncol Radiother. 19 (4): 227–9. doi:10.1016/j.rpor.2013.06.004. PMC 4104016. PMID 25061515.
7. ↑  Finkenstaedt, Thomas; Dieter Wolff (1973). Ordered Profusion; studies in dictionaries and the English lexicon. C. Winter. ISBN 3-533-02253-6.
8. 1 2  Uwe Pörksen, German Academy for Language and Literature's Jahrbuch [Yearbook] 2007 (Wallstein Verlag, Göttingen 2008, pp. 121-130)
9. ↑  Loanwords in the World's Languages: A Comparative Handbook (PDF). Walter de Gruyter. 2009. p. 370.
10. ↑  van der Sijs, Nicoline (2009). "Loanwords in Dutch".  In Haspelmath, Martin; Tadmor, Uri (eds.). Loanwords in the World's Languages: A Comparative Handbook (PDF). Berlin: De Gruyter Mouton. p. 350. ISBN 978-3-11-021843-5. Retrieved 3 June 2020. The Latin loanwords [in Dutch] (from Roman times, from Church Latin and from medical and scientific Latin) amount to 32.2% of all loanwords [...].
11. ↑  Sawicka, Irena. "A Crossroad Between West, East and Orient–The Case of Albanian Culture." Colloquia Humanistica. No. 2. Instytut Slawistyki Polskiej Akademii Nauk, 2013. Page 97: "Even according to Albanian linguists, Albanian vocabulary is composed in 60 percent of Latin words from different periods... When albanological studies were just emerging, it happened that Albanian was classified as a Romance language. Already there exists the idea of a common origin of both Albanian and Rumanian languages. The Rumanian grammar is almost identical to that of Albanian, but it may be as well the effect of later convergence within the Balkan Sprachbund.."
12. ↑  Lunt, Horace G. (1955). "The Old Church Slavonic writing systems". Old Church Slavonic Grammar (7 ed.). Berlin: Walter de Gruyter (published 2010). p. 16. ISBN 978-3-11-087688-8. Retrieved 3 June 2020. [...] the Greek-based alphabet is the ancestor of the cyrillic alphabets used today in the Balkans and among the East Slavs.
13. ↑  "Incunabula Short Title Catalogue". British Library. Archived from the original on 12 March 2011. Retrieved 2 March 2011.
14. ↑  Roberto Weiss, The Renaissance Discovery of Classical Antiquity (Oxford: Blackwell) 1969:1.